# 斯爾特人
斯爾特人（Silt'e people）是埃塞俄比亞南部的族群，現今在南方各族州聚居，少數在首都亞的斯亞貝巴、阿達瑪和南部其他城市居住。斯爾特人使用斯爾特語（Silt'e language），伊斯蘭教是他們的主要信仰。2001年，斯爾特人成立斯爾特地區，從古拉蓋地區脫離獨立。